# Walter Müller-Seidel
Walter Müller-Seidel (* 1. Juli 1918 in Schöna, Sachsen; † 27. November 2010 in München) war ein deutscher Germanist.

## Leben
Müller-Seidel studierte in Leipzig und wurde 1949 in Heidelberg, wo er Assistent Paul Böckmanns war, mit einer Dissertation über „Das Pathetische und Erhabene in Schillers Jugenddramen“ promoviert. Seine Habilitationsschrift galt Heinrich von Kleist. 1960 wurde er an die Ludwig-Maximilians-Universität München berufen, wo er bis zu seiner Emeritierung 1986 lehrte.
Müller-Seidel war seit 1961 Vorsitzender der Heinrich-von-Kleist-Gesellschaft, ab 1967 Vorsitzender des Deutschen Germanistenverbandes und des Philosophischen Fakultätentages. 
Müller-Seidel war seit 1974 ordentliches Mitglied der Bayerischen Akademie der Wissenschaften. 1996 wurde er zum korrespondierenden Mitglied der Göttinger Akademie der Wissenschaften gewählt.
Sein Kerngedanke in der Lehre war in Anlehnung an Martin Buber „Ich habe keine Lehre, aber ich führe ein Gespräch“.
Walter Müller-Seidel war verheiratet mit der Althistorikerin Ilse Müller-Seidel (1918–2011).
Er arbeitet nach 1986 an seiner Autobiografie Gegengewichte. Zeitgeschichtliche Erinnerungen (1928-1958). Die Fragmente wurden 2022 von Anna Axtner-Borsutzky veröffentlicht. Die Studien „rekonstruieren das Verhältnis von Autobiographik und Wissenschaft im Sinne Müller-Seidels“.

## Schriften (Auswahl)
- Das Pathetische und Erhabene in Schillers Jugenddramen. Heidelberg, Univ., Diss., 1949 (digital veröffentlicht von der Universität Heidelberg)
- Versehen und Erkennen. Eine Studie über Heinrich von Kleist. Böhlau, Köln/Graz 1961.
- Probleme der literarischen Wertung. Über die Wissenschaftlichkeit eines unwissenschaftlichen Themas. Metzler, Stuttgart 1965; 2., durchgesehene Auflage, ebenda 1969.
- Kleists Aufsatz über das Marionettentheater. Studien und Interpretationen. Als Herausgeber. Schmidt, Berlin 1967 (enthält als Nachdruck Hanna Hellmann: Über das Marionettentheater. S. 17–31).
- Theodor Fontane. Soziale Romankunst in Deutschland. Metzler, Stuttgart 1975.
- Die Geschichtlichkeit der deutschen Klassik. Literatur und Denkformen um 1800. Metzler, Stuttgart 1983.
- Arztbilder im Wandel. Zum literarischen Werk Schnitzlers. Vortrag gehalten am 3. November 1995. Beck, München 1997, ISBN 3-7696-1594-8.
- Friedrich Schiller und die Politik. Nicht das Große, nur das Menschliche geschehe. Beck, München 2009, ISBN 978-3-406-57284-5.
- Die Deportation des Menschen. Kafkas Erzählung „In der Strafkolonie“ im europäischen Kontext. Fischer, Stuttgart 1987. ISBN 3-596-26885-0.
- Anna Axtner-Borsutzky: Walter Müller-Seidels fragmentarischer Erinnerungsbericht: Autobiographik und Wissenschaft im 20. Jahrhundert. Teil B: Edition. 2022. Open Data LMU. 10.5282/ubm/data.289

## Ehrungen
1989 erhielt Müller-Seidel die höchste Auszeichnung der Goethe-Gesellschaft in Weimar e. V., die Goldene Goethe-Medaille. Von der Technischen Universität Dresden erhielt er 2004 den Ehrendoktortitel.